# Rare and Unreleased Vol. 1
Rare and Unreleased Vol.1 è una raccolta di inediti, freestyle e remix del rapper Bassi Maestro, venduto esclusivamente nei concerti durante il 2008.
Nel remix di Non chiamatelo un ritorno, Bassi campiona Guess Who's Back di Rakim, riprendendo anche il finale per il ritornello, in particolare «Once again back is the incredible».

## Tracce
1. Intro - Lo tengo street / UNRELEASED
2. 2005 freestyle
3. Casa mia (2001) (prod. Bassi Maestro) / UNRELEASED
4. Deez (prod. Mr Phil)
5. Cosa succede in città (1998) (prod. DJ Nice) / UNRELEASED
6. Slowflow 2007 Freestyle
7. Trinità (prod. Bassi Maestro)
8. Bang bang 2007 freestyle
9. Vi siete accorti? feat. Babaman & Meddaman (prod. Bassi Maestro)
10. Non chiamatelo un ritorno (Original mix) / UNRELEASED
11. la supremazia (1999) feat. Dafa & Leftside (prod. Bassi Maestro) / UNRELEASED
12. Shut up 2005 freestyle / UNRELEASED
13. Knock em out (brasil remix) (prod. Bassi Maestro) / UNRELEASED
14. Sotto tiro feat. Jack the Smoker & Bat (prod. DJ Shocca)
15. Timberland Boots RMX (1998) - Cricca Dei Balordi feat. Bassi (prod. Bassi Maestro) / UNRELEASED